# Hémon fils de Lycaon
Pour les articles homonymes, voir Hémon.
Dans la mythologie grecque, Hémon ou Hæmon (en grec ancien Αἵμων / Aimôn) est un des fils de Lycaon.
Selon Pausanias, il est le fondateur de la cité d'Hémoniées en Arcadie. Strabon en fait l'éponyme de l'Hémonie (ancien nom de la Thessalie) et lui prête un fils, Thessalos, qui donnera son nom définitif à la région,.